# Данувий
Данувий (на латински: Danuvius, Danubius) е келторомански речен бог на река Дунав.
Името Danuvius е от индоевропейски произход и идва от корена deHnu – „река“, което често се появява в имената на реки (Rhodanus, Don, Dniestr, Downy etc.). Също така от този корен са множество божества, като Дану и Dôn.
Най-прочутото изображение на Бога е на Траяновата колона в Рим, където Данувий е показан като типичен речен Бог с голяма прилика с римския Нептун.